# Ammodytes
Genre
Ammodytes est un genre de poissons marins de l'ordre des Perciformes, de la famille des Ammodytidae.

## Liste des espèces
Selon FishBase (1er novembre 2021) et World Register of Marine Species (1er novembre 2021) :
- Ammodytes americanus DeKay, 1842 — Lançon d'Amérique
- Ammodytes dubius Reinhardt, 1837 — Lançon du nord
- Ammodytes heian Orr, Wildes & Kai, 2015
- Ammodytes hexapterus Pallas, 1814 - Lançon gourdeau (Canada)
- Ammodytes japonicus Duncker & Mohr, 1939
- Ammodytes marinus Raitt, 1934 - Lançon équille
- Ammodytes personatus Girard, 1856 — Lançon du Pacifique
- Ammodytes tobianus Linnaeus, 1758 — Lançon équille

Selon les espèces, les Ammodytes peuvent être appelés lançon, équille, cicerelle, anguille de sable, ou encore en gastronomie brocheton ou lanceron.